# Sottoprefettura di Sōya
La sottoprefettura di Sōya (宗谷支庁?, Sōya-shichō) è una sottoprefettura della prefettura di Hokkaidō, Giappone. Ha un'area di 4.050,84 chilometri quadrati e una popolazione di 75.665 abitanti al 2005. È stata fondata nel 1897.

## Geografia fisica

### Città
- Wakkanai (capoluogo)

### Distretti
- Distretto di Esashi
  - Esashi
  - Hamatonbetsu
  - Nakatonbetsu
- Distretto di Rebun
  - Rebun
- Distretto di Rishiri
  - Rishiri
  - Rishirifuji
- Distretto di Sōya
  - Sarufutsu
- Distretto di Teshio
  - Horonobe
  - Toyotomi